# 尊室泠
尊室泠（越南语：／；1861年—？年），一作尊室冷，越南阮朝官員。

## 生平
尊室泠出身阮朝宗室第七系，禮部尚書尊室𤄫之子，舉人尊室渼之弟、東閣大學士尊室湛之兄，嗣德十四年（1861年）出生。嗣德三十五年（1882年），尊室泠參加承天場鄉試，考中舉人。後授編修，任內閣承旨。成泰元年（1889年），會試中格，庭試考中第三甲同進士出身。初任尊人府員外郎。成泰八年（1896年），升廣治按察使，成泰十四年（1902年），改任清化按察使。成泰十八年（1906年），改任乂安按察使。維新二年（1908年），尊室泠因同情民變群眾，被迫以吏部侍郎銜休致。